# Verena Dirsch
Verena Maria Dirsch (* 23. Oktober 1964 in Eichstätt) ist eine deutsche Apothekerin und Universitäts-Professorin.

## Leben
Nach dem Abitur am Eichstätter Gabrieli-Gymnasium studierte Dirsch von 1984 bis 1989 an der Ludwig-Maximilians-Universität (LMU) in München Pharmazie. 1990 erhielt sie ihre Approbation als Apothekerin. 1993 wurde sie an der LMU bei Hildebert Wagner promoviert. Als Post-Doktorandin ging sie danach mit einem Stipendium der DFG für zwei Jahre an die New Yorker Columbia University. Dort war sie im Arbeitskreis von Koji Nakanishi. 1995 ging Dirsch als wissenschaftliche Mitarbeiterin zurück an die LMU und arbeitete am Institut für Pharmakologie, Toxikologie und Pharmazie. 1998 wurde sie wissenschaftliche Assistentin bei Angelika M. Vollmar in der Abteilung Pharmazie der LMU. 2002 wurde Dirsch für die Fächer Pharmazeutische Biologie und Pharmakologie habilitiert. Der Titel ihrer Habilitationsschrift lautet Natural Products – Focusing on their Molecular Mechanism of Action. Danach war sie bis 2004 Akademische Rätin und Privatdozentin in der Abteilung Pharmazie der LMU. Seit Oktober 2004 ist sie Universitätsprofessorin für Pharmakognosie an der Fakultät für Lebenswissenschaften der Universität Wien. Dort wurde sie Nachfolgerin von Wolfgang Kubelka. Seit 2006 ist sie Leiterin des Departments für Pharmakognosie der Universität Wien. Von 2008 bis 2014 war sie Vizedekanin der Fakultät für Lebenswissenschaften der Uni Wien.

## Arbeitsgebiete
Die Arbeitsgebiete von Verena Dirsch sind Wirkmechanismen von Naturstoffen an Muskelzellen, endotheliale Dysfunktion, Entzündungen die über NF-κB bzw. über NF-κB-regulierte Gene ablaufen, sowie Naturstoffe mit der Fähigkeit der Apoptose-Induktion in Tumorzellen.

## Veröffentlichungen (Auswahl)
- S. M. Noha, A. G. Atanasov, D. Schuster, P. Markt, N. Fakhrudin, E. H. Heiss, O. Schrammel, J. M. Rollinger, H. Stuppner, V. M. Dirsch, G. Wolber: Discovery of a novel IKK-β inhibitor by ligand-based virtual screening techniques. In: Bioorganic & medicinal chemistry letters Band 21, Nummer 1, Januar 2011, S. 577–583, ISSN 1464-3405. doi:10.1016/j.bmcl.2010.10.051. PMID 21078555.
- C. E. Schreiner, M. Kumerz, J. Gesslbauer, D. Schachner, H. Joa, T. Erker, A. G. Atanasov, E. H. Heiss, V. M. Dirsch: Resveratrol blocks Akt activation in angiotensin II or EGF-stimulated vascular smooth muscle cells in a redox-independent manner. In: Cardiovascular Research [elektronische Veröffentlichung vor dem Druck] Dezember 2010, ISSN 1755-3245. doi:10.1093/cvr/cvq355. PMID 21071431.
- U. G. Haider, T. U. Roos, M. I. Kontaridis, B. G. Neel, D. Sorescu, K. K. Griendling, A. M. Vollmar, V. M. Dirsch: Resveratrol inhibits angiotensin II- and epidermal growth factor-mediated Akt activation: role of Gab1 and Shp2. In: Molecular Pharmacology Band 68, Nummer 1, Juli 2005, S. 41–48, ISSN 0026-895X. doi:10.1124/mol.104.005421. PMID 15849355.
- V. M. Dirsch VM, A. M. Vollmar: Cephalostatin 1-induced apoptosis in tumor cells by selective induction of Smac/DIABLO release. In: Application of apoptosis to cancer treatment. Mels Sluyser (Herausgeber), Verlag Springer, S. 209–221.
- V. Dirsch: Rotwein – Prävention mit Genuss? (PDF; 157 kB) In: Apotheken-Magazin 6, 2004, S. 137–139.